# Torcy-le-Grand
Torcy-le-Grand é uma comuna francesa na região administrativa da Normandia, no departamento de Sena Marítimo. Estende-se por uma área de 8,72 km². Em 2010 a comuna tinha 809 habitantes (densidade: 92,8 hab./km²).